# Нюмыд (река)
Нюмыд — река в России, протекает по Республике Коми в Усть-Куломском районе. Устье реки находится в 118 км по правому берегу Прупта на высоте 133 м над уровнем моря. Длина реки составляет 54 км.
В 40 км от устья, по левому берегу Нюмыда впадает река Светлица.

## Данные водного реестра
По данным государственного водного реестра России относится к Двинско-Печорскому бассейновому округу, водохозяйственный участок реки — Вычегда от истока до города Сыктывкар, речной подбассейн реки — Вычегда. Речной бассейн реки — Северная Двина.
Код объекта в государственном водном реестре — 03020200112103000015678.